# Операция «Моргенлюфт»
Операция «Моргенлюфт» (нем. Morgenluft — «Утренний воздух») — совместная операция немецких, болгарских и сербских коллаборационистских сил против четников, направленная на поиск и арест воеводы четников Дражи Михайловича. Операцией руководил генерал Пауль Бадер, отправивший на поиск Михайловича 297-ю пехотную дивизию вермахта, 1-й батальон Сербского добровольческого корпуса СС, два болгарских батальона и 1-й полк Русского охранного корпуса.
Операция проходила в июле 1943 года после того, как Дража Михайлович был объявлен в розыск: за живого или мёртвого воеводу сербское коллаборационистское правительство обещало 100 тысяч динаров. Операция велась на просторах Равной горы, Малена и Медведника, а также на линии Аранджеловац—Рудник—Топола. Завершилась неудачей, поскольку Михайлович так и не был пойман.